# Boubers-lès-Hesmond
Boubers-lès-Hesmond é uma comuna francesa na região administrativa de Altos da França, no departamento de Pas-de-Calais. Estende-se por uma área de 1,74 km². Em 2010 a comuna tinha 87 habitantes (densidade: 50 hab./km²).